# Conciliul de la Clermont

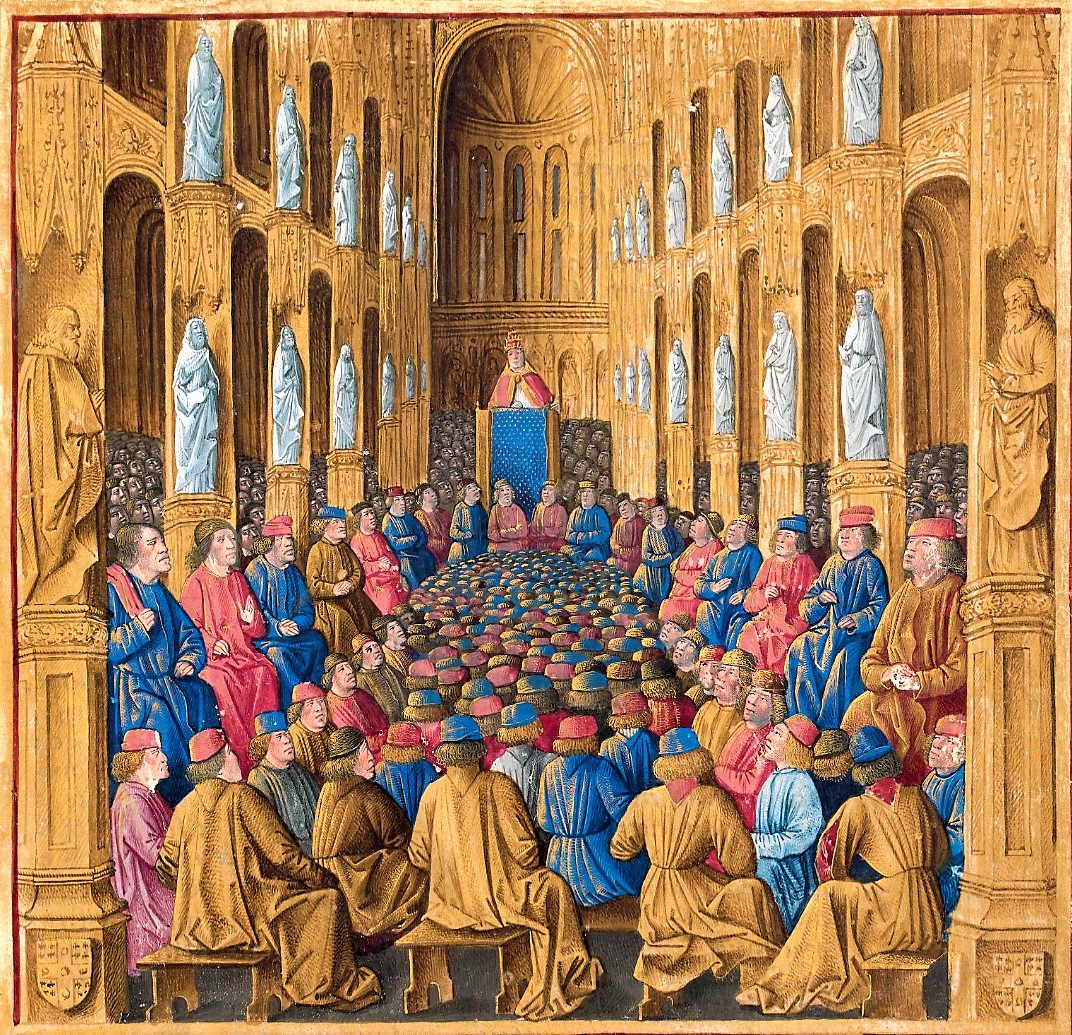
Papa Urban al II-lea la Conciliul de la Clermont

Conciliul de la Clermont a fost un sinod al clericilor și mirenilor romano-catolici, ce a avut loc între 18 și 28 noiembrie 1095 la Clermont, Franța. Discursul Papei Urban al II-lea din 27 noiembrie 1095 a fost punctul de cotitură al Primei Cruciade.

## Contextul
În 1095, împăratul bizantin Alexie I Comnenul a trimis emisari în Occident cerând ajutor militar împotriva turcilor selgiucizi. Mesajul a fost primit de Papa Urban al II-lea la Conciliul de la Piacenza; în același an, în noiembrie, Urban a cerut Conciliului de la Clermont să discute chestiunea mai pe larg. Când a convocat conciliul, Urban a cerut episcopilor și abaților cărora li s-a adresat direct, să vină împreună cu cei mai de seamă nobili din provinciile lor.

## Desfășurarea
Conciliul a durat din 19 până în 28 noiembrie și au participat circa 300 de clerici din toată Franța. Urban a discutat extinderea în întreaga Biserică a reformelor puse în practică de Abația Cluny și a anunțat excomunicarea regelui Filip I al Franței pentru recăsătoria sa adulteră cu Bertrade de Montfort. La 27 noiembrie Urban a vorbit pentru prima oară despre problemele Orientului, cerând creștinilor occidentali să lupte împotriva turcilor selgiucizi, care ocupaseră Țara Sfântă și atacau Imperiul Roman de Răsărit. Aceștia, spre deosebire de arabi, au interzis accesul pelerinilor creștini la locurile sfinte, fapt care a dus la radicalizarea creștinilor din Europa.
Există șase mari izvoare istorice care tratează această parte a conciliului: cronica anonimă Gesta Francorum („Faptele francilor” datată c. 1100/1101), care a influențat toate versiunile discursului, cu excepția celei a lui Fulcher de Chartres, care era prezent la conciliu; Robert Călugărul, care s-ar putea să fi fost prezent; Baldric, arhiepiscopul Dolului; și Guibert de Nogent, ultimii doi nefiind prezenți la conciliu. Toate aceste relatări au fost scrise la destul de multă vreme după conciliu și diferă mult unele de altele. Mai important decât cele cinci discursuri compuse din ultimele surse, care tind să fie colorate de propriile păreri ale autorilor lor vis-a-vis de cruciade, este o scrisoare scrisă de însuși Urban în decembrie 1095 în care face referire la conciliu.
Fulcher de Chartres, care a scris o versiune a discursului în Gesta Francorum Jerusalem Expugnantium, afirmă că Urban a tratat la conciliu mai multe abuzuri ale bisericii, între care simonia și lipsa de acceptare a Păcii Domnului:
„Fie ca cei care s-au obișnuit nedrept să ducă război pentru ei împotriva celor credincioși să se îndrepte acum împotriva necredincioșilor și să încheie cu biruință acest război care trebuia să fi început de mult. Fie ca cei care multă vreme au fost tâlhari să devină acum cavaleri. Fie ca cei care se luptau cu frații și rudele lor să lupte acum drept cu barbarii. Fie ca cei care au servit ca mercenari pentru mică răsplată să-și primească acum răsplata veșnică. Fie ca cei care s-au consumat trup și suflet să muncească acum pentru o îndoită cinste.”
În versiunea lui Fulcher, Urban nu face nicio referire la Ierusalim. Urban citează însă nevoia de ajutor a Imperiului Bizantin împotriva atacurilor musulmane:
„Grabnic zorită de divina corecție, trebuie să puneți puterea dreptății voastre în sprijinul altei chestiuni care vă privește pe voi și Îl privește pe Dumnezeu. Căci fârtații voștrii care trăiesc la răsărit, au mare trebuință de ajutor, și trebuie să vă grăbiți să le dați ajutorul care le-a fost făgăduit. Căci, cum ați auzit mulți dintre voi, turcii și arabii i-au atacat și au cucerit tărâmul Romaniei [Imperiul Bizantin] până la țărmurile Mediteranei și Hellespontului, care se numește Brațul Sfântului Gheorghe. Au ocupat din ce în ce mai multe pământuri ale acestor creștini, și i-au biruit în șapte bătălii. Au omorât și au prins pe mulți, și au dărâmat bisericile și au pârjolit imperiul. Dacă îi lăsați să continue astfel cu spurcăciune, credincioșii lui Dumnezeu au să fie și mai mult atacați de ei. De aceea eu, sau mai degrabă Domnul Dumnezeu, vă conjur ca purtători ai însemnului lui Hristos să dați veste pretutindeni și să convingeți toți oamenii indiferent de stare, pedestrași și călăreți, săraci și bogați, să ducă imediat ajutor acelor creștini și să stârpească această rasă spurcată de pe pământurile prietenilor noștri.”
Gesta Dei per Francos de Robert Călugărul, o versiune extinsă a discursului, scrisă la circa douăzeci de ani după conciliu, prezintă apelul adresat „rasei francilor” ca o perorație ce a constat punctul culminant al apelului lui Urban pentru ortodoxie, reformă și supunere a Bisericii. Robert consemnează că Papa a cerut creștinilor occidentali, săraci și bogați, să sară în ajutorul bizantinilor din răsărit, deoarece „Deus vult” („Așa vrea Dumnezeu”), strigăt cu care Urban și-a încheiat cuvântarea. Robert scrie că Urban a promis iertarea păcatelor tuturor celor care merg în orient, deși Liber Lamberti, un izvor bazat pe notele episcopului Lambert de Arras, care a fost prezent la conciliu, indică faptul că Urban a oferit iertarea tuturor penitențelor din cauza păcatelor, ceea ce ulterior avea să fie cunoscut sub numele de indulgență.  Robert arată că Urban a pus accent pe recucerirea Țării Sfinte mai mult decât pe ajutorul dat grecilor; deceniile care au trecut între timp și evenimentele Primei Cruciade au schimbat în mod cert accentul. Conform lui Robert, Urban a enumerat câteva mari jigniri aduse de musulmani creștinilor: I-au circumcis pe creștini, iar sângele circumciziei l-au vărsat pe altare sau în cristelnițe. și alte imagini inflamatorii extrase din hagiografie. Probabil cu viziunea în perspectivă, Robert scrie că Urban a cerut ca doar cavalerii să meargă, nu și cei bătrâni și slabi, nici preoții fără permisiunea episcopilor, „căci ei mai mult vor împiedica decât vor ajuta, vor fi mai mult o povară decât un avantaj... nici femeile să nu meargă fără soții lor sau frații lor sau tutorii lor.”
Cam în aceeași vreme, Baldrick, arhiepiscop de Dol, bazându-se și el pe Gesta Francorum, s-a concentrat pe jignirile aduse de musulmani și pe recucerirea Țării Sfinte în termeni care fac apel mai mult la cavalerismul medieval. Ca și Fulcher, și el a consemnat că Urban a deplâns violența cavalerilor creștini din Galia. „Este mai puțin rău să ridicați sabia împotriva sarazinilor”, spune Urban în scrierea lui Baldrick, comparându-i cu poporul lui Amalec. Violența cavalerilor o dorea înnobilată de slujirea lui Hristos în apărarea bisericilor Răsăritului ca pe o mamă. Baldrick afirmă că Urban, acolo pe loc, l-a numit pe episcopul de Le Puy în fruntea cruciadei.
Guibert, abatele de Nogent scrie și el că Urban a pus accent pe recucerirea Țării Sfinte mai mult decât pe ajutorul dat creștinilor de acolo. Acest accent, ca și în cazul lui Robert și Baldrick, poate fi datorat influenței relatării din Gesta Francorum privind recucerirea Ierusalimului. Cuvântarea lui Urban, în versiunea lui Nogent, a pus accent pe sanctitatea Țării Sfinte, care trebuie să fie în mâinile creștinilor pentru ca profețiile despre Sfârșitul Lumii să se poată împlini.
În ultima zi a conciliului, s-a dat un apel general la cavalerii și nobilii Franței. Urban se pare că știa dinainte că Raimond al IV-lea de Toulouse, exemplar pentru curaj și pietate, este pregătit deja să ridice armele. Urban însuși a petrecut câteva luni ținând predici despre cruciadă în Franța, în vreme ce legații papali răspândeau vestea în sudul Italiei, perioadă în care accentul a trecut de pe ajutorarea lui Alexie pe cucerirea Ierusalimului; populatia generală, auzind de Conciliu, probabil că a înțeles că acesta este de fapt scopul Cruciadei.
Scrisoarea lui Urban, adresată credincioșilor care „așteaptă în Flandra” deplânge faptul că turcii, pe lângă pângărirea „bisericilor lui Dumnezeu din regiunile de răsărit”, au luat „Orașul Sfânt al lui Hristos, sfințit de patima și de învierea Lui—și doar s-o spui e o blasfemie—l-au vândut pe el și pe bisericile sale în abominabilă robie.” Totuși, el nu cere explicit recucerirea Ierusalimului. El cere explicit doar „eliberarea” militară a bisericilor răsăritene, și îl numește pe Ademar de Le Puy în fruntea Cruciadei, programată să înceapă în ziua de Adormirea Maicii Domnului, 15 august.